# Heli Pomell
Heli Pomell (ur. 28 lutego 1982 w Kuopio) – fińska skoczkini narciarska, reprezentantka Puijon Hiihtoseura.
22 stycznia 1998 w Sankt Moritz zwyciężyła w pierwszych nieoficjalnych zawodach kobiet podczas mistrzostw świata juniorów, oddając skoki odpowiednio po 95 m i 94,0 m na skoczni normalnej.
Obecnie (2013) jest trenerką fińskiej kadry juniorek w skokach narciarskich.